# Pandiá Calógeras
João Pandiá Calógeras (Rio de Janeiro, 19 de junho de 1870 — Petrópolis, 21 de abril de 1934) foi um engenheiro, geólogo, historiador e político brasileiro.

## Biografia
Foi deputado federal por Minas Gerais, ministro da Agricultura, Comércio e Indústria (1914) e da Fazenda (1916) durante o Governo Venceslau Brás, e o único civil a ocupar o cargo de Ministro da Guerra na história do Brasil republicano durante o governo Epitácio Pessoa.
João Pandiá Calógeras nasceu na cidade do Rio de Janeiro, quando esta era a capital do Império. Filho de Michel Calógeras e de Júlia Rali Calógeras. Foi aluno do colégio Pedro II desde os 14 anos, formou-se engenheiro em 1890 pela Escola de Minas, localizada em Ouro Preto, Minas Gerais. Recém-formado,elaborou a pedido da Companhia Exploradora do Gandarela um minucioso "Relatório dos Trabalhos feitos na Fazenda do Gandarela e Anteprojeto da Instalação de um Usina Siderúrgica neste Lugar". Na ocasião cotou o traçado de uma estrada de rodagem até a estação ferroviária de Rio Acima. Este trabalho serviu de base para os investimentos de Henrique Lage na Usina do Gandarela. 
Em 1891 foi nomeado Engenheiro do estado de Minas Gerais; casa-se com Elisa da Silva Guimarães, filha de Joaquim Caetano da Silva Guimarães, ministro do Supremo Tribunal Federal, e sobrinha do poeta Bernardo Guimarães. Entre 1894 a 1897,atua como consultor técnico da Secretaria de Agricultura, Comércio e Obras Públicas de Minas Gerais.
Em 1897 João Pandiá Calógeras é eleito deputado federal em Minas Gerais pelo Partido Republicano Mineiro e exerce seu mandato até 1899, não conseguindo a reeleição por ser oposição ao Presidente Prudente de Morais. Sua atuação como deputado incluiu a defesa da aquisição por compra do acervo do Padre José Mauricio, a discussão sobre a fronteira do Brasil com a Guiana Francesa, o protesto contra a transferência da Escola de Minas para Barbacena (M.G.), entre outras.
Após afastar-se do cargo político João Pandiá Calógeras exerce o cargo de diretor de Minério de Manganês do Brasil. Em 1901 apresenta o trabalho "La situation economique du Brésil" em conferência na Societé de Geographie Commerciale. Em 1903 ganha projeção nacional após passagem pela Europa e devido à publicação de “As minas do Brasil e sua legislação”, obra onde defende que o governo teria o direito de desapropriar o subsolo para sua exploração, que posteriormente virou uma legislação chamada a Lei Calógeras, decreto 2.933, de 6 de janeiro de 1915, publicado no Diário Oficial da União em 7 de janeiro de 1915, cujo art. 7.º estabeleceu que a mina constitui propriedade distinta do solo, sendo alienável isoladamente ( art. 2º), dando início ao atual regime mineral presente na Constituição Federal do Brasil. Nesse mesmo ano é reeleito deputado federal pelo Partido Republicano Mineiro e foi reeleito sucessivas vezes tornando-se figura de prestígio no Congresso.
Foi ministro da Agricultura, Indústria e Comércio entre 1914 e 1915 e posteriormente Ministro da Fazenda, no governo de Venceslau Brás. Em 1918, voltou à Câmara por um breve período. Nesse mesmo ano integrou e depois chefiou a delegação brasileira à Conferência de Paz de Versalhes, ao término da Primeira Guerra Mundial.
Ao retornar ao Brasil foi nomeado ministro da Guerra pelo presidente Epitácio Pessoa. Foi o primeiro e único civil a exercer o cargo de ministro da Guerra na história republicana brasileira, no Governo Epitácio Pessoa, de 3 de outubro de 1919 a 15 de novembro de 1922. Nesse período foi reestruturada a distribuição do Exército Brasileiro no território nacional, sendo criados diversos quartéis no interior do país e reformados outros, em sua gestão, também foi criada a Escola de Aperfeiçoamento de Oficiais do Exército Brasileiro e trazida ao Brasil a missão militar francesa. Em julho de 1922, pouco antes de deixar o ministério, teve de enfrentar o primeiro dos levantes tenentistas, que se repetiriam pela década. O movimento, que se desenrolou em guarnições da capital federal, com prolongamentos pelo estado do Mato Grosso, teve como causa imediata as ordens de Calógeras determinando a prisão do marechal Hermes da Fonseca e o fechamento do Clube Militar - então presidido pelo marechal e considerado foco de agitação contra o governo federal.
Em 1928, foi eleito presidente da Sociedade Brasileira de Engenharia. Em 1930 deu apoio à candidatura presidencial de Getúlio Vargas, derrotada nas urnas pelo situacionista Júlio Prestes, e em seguida ao movimento revolucionário liderado por Vargas e que tomou o poder em novembro daquele ano, na chamada Revolução de Outubro. Após a implantação do novo regime, colaborou com o governo em questões relativas à legislação de minas. Em 1932, presidiu a Liga Eleitoral Católica (LEC) e, no ano seguinte, elegeu-se deputado federal constituinte pela legenda do Partido Progressista de Minas Gerais, tendo sido o deputado mais votado até então na história do Brasil.
Morreu em 21 de abril de 1934, com 63 anos, no sanatório São José em Petrópolis. Seus restos mortais encontram-se despojados no Cemitério Municipal de Petrópolis - RJ.

## Obras literárias
Erudito, João Pandiá Calógeras foi autor de extensa obra, da qual destacam-se: Formação Histórica do Brasil, publicada pela Companhia Editora Nacional na prestigiada coleção "Brasiliana", em primeira e segunda edições e está hoje editado pelo Senado Federal, e "Política Exterior do Império", obra que se tornou raridade bibliográfica, teve reedição pelo Senado Federal. Além disso, também escreveu sobre eletro siderurgia, café e reforma tributária.

## Arquivo João Pandiá Calógeras
O Arquivo de João Pandiá Calógeras está custodiado na Fundação Casa de Rui Barbosa, possui dois metros lineares de documentos arquivísticos textuais e o acesso ao acervo é livre. O acervo de Pandiá Calógeras é formado pela documentação produzida e acumulada durante a vida política do titular (1903 a 1922), retratando os expedientes de sua atuação na Câmara dos Deputados, Ministério da Fazenda, Ministério da Guerra. Também realça a eminente influência de João Pandiá Calógeras na articulação política do Brasil e sua produção intelectual em assuntos dos quais destacou-se como a mineração e a política cafeeira.

A consulta ao acervo pode ser realizada presencialmente, mediante agendamento por meio do e-mail consulta.acervo@rb.gov.br, de segunda a sexta das 10 ás 17 horas (horário de Brasília) na sede da Fundação Casa de Rui Barbosa, localizada na Rua São Clemente, 134, no bairro de Botafogo na Cidade do Rio de Janeiro.

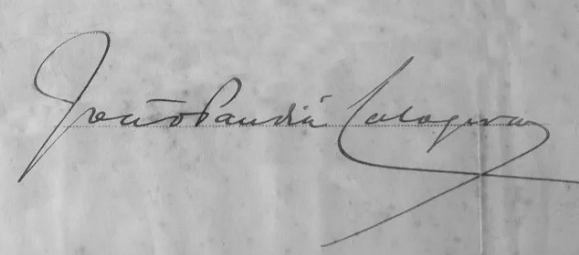
Assinatura quando foi Ministro da Guerra.

## Homenagens
Em sua homenagem foram batizadas muitas escolas em todo o Brasil, como por exemplo a Escola Técnica Pandiá Calógeras, na cidade de Volta Redonda, mantida pela Fundação CSN e centro de excelência no ensino técnico no país.
Ruas e avenidas homenageiam o ilustre brasileiro nas cidades de: Aquidauana, Ponta Porã e Campo Grande no Mato Grosso do Sul, Belo Horizonte, Ouro Branco e Ouro Preto em Minas Gerais; Belém no Pará; Recife em Pernambuco; Castro, Curitiba e Londrina, Maringá e Ponta Grossa  no Paraná;  Resende, São Gonçalo e Volta Redonda no Rio de Janeiro; Alegrete, Canelas, Porto Alegre, Canoas, Rio Grande e São Leopoldo no Rio Grande do Sul; Blumenau, Joinville e Mafra em Santa Catarina; Botucatu, Campinas, Jundiaí Mogi das Cruzes, São Caetano do Sul, São José dos Campos, São Paulo Capital, Ipameri em Goiás, Pirassununga, Sorocaba no Estado de São Paulo. Ao menos uma localidade também homenageia o ilustre brasileiro: o distrito de Calógeras, pertencente ao município de Arapoti, no estado do Paraná.
Em 2004, foi realizada uma homenagem a Pandiá Calogeras, em frente ao seu túmulo, com guarda fúnebre (póstuma) de militares do 32º Batalhão de Infantaria Motorizado, sendo ainda executado o toque de silêncio.

### Instituto Pandiá Calógeras
O Ministério da Defesa do Brasil mantém o Instituto Pandiá Calógeras que tem a competência de ser um centro de pesquisas sobre Segurança Internacional e Defesa Nacional no Brasil.

### Colégio Estadual Pandiá Calógeras
João Pandiá Calógeras também é homenageado na cidade São Gonçalo (RJ) dando nome ao Colégio Estadual Pandiá Calógeras, que foi fundado em 1965 e hoje é o maior colégio da Regional Metropolitana II, com mais de 2 mil alunos e quatro segmentos (Ensino Fundamental, Ensino Médio Regular, Educação de Jovens e Adultos e Formação de Professores).

### Escola Estadual Pandiá Calógeras
A Escola Estadual Pandiá Calógeras, em Belo Horizonte, foi criada para abrigar filhos de imigrantes italianos.